# Innsbrucker Verkehrsbetriebe und Stubaitalbahn
Die Innsbrucker Verkehrsbetriebe (IVB) und die Schwestergesellschaft Innbus sind für den Großteil des öffentlichen Personennahverkehrs in der Tiroler Landeshauptstadt Innsbruck zuständig. Gesellschafter der IVB sind die Innsbrucker Kommunalbetriebe Aktiengesellschaft mit 51 %, das Land Tirol mit 4 % und die Stadt Innsbruck mit 45 %.
Im Jahr werden von den IVB rund 69 Millionen Fahrgäste auf einem Streckennetz mit 341 km auf etwa 30 Linien befördert. Die Betriebslänge der Straßenbahnlinien beträgt etwa 36,4 km und die der Dieselbuslinien etwa 97,7 km. Heute sind etwa 120 Dieselbusse auf 11 Buslinien plus 2 Verstärkerlinien, davon fünf Nachtlinien (23 bis 5 Uhr), und 52 Bahnfahrzeuge auf drei Straßenbahnlinien, davon eine Überlandlinie sowie der Stubaitalbahn in Betrieb.
Momentan befinden sich 52 Straßenbahnwagen (ohne Nostalgie- und Arbeitsfahrzeuge), rund 46 Solobusse und ca. 60 Gelenkbusse sowie um die 14 Überlandbusse im Bestand der Innsbrucker Verkehrsbetriebe. Bei den Stadtbussen findet man den Mercedes-Benz Citaro.

## Geschichte

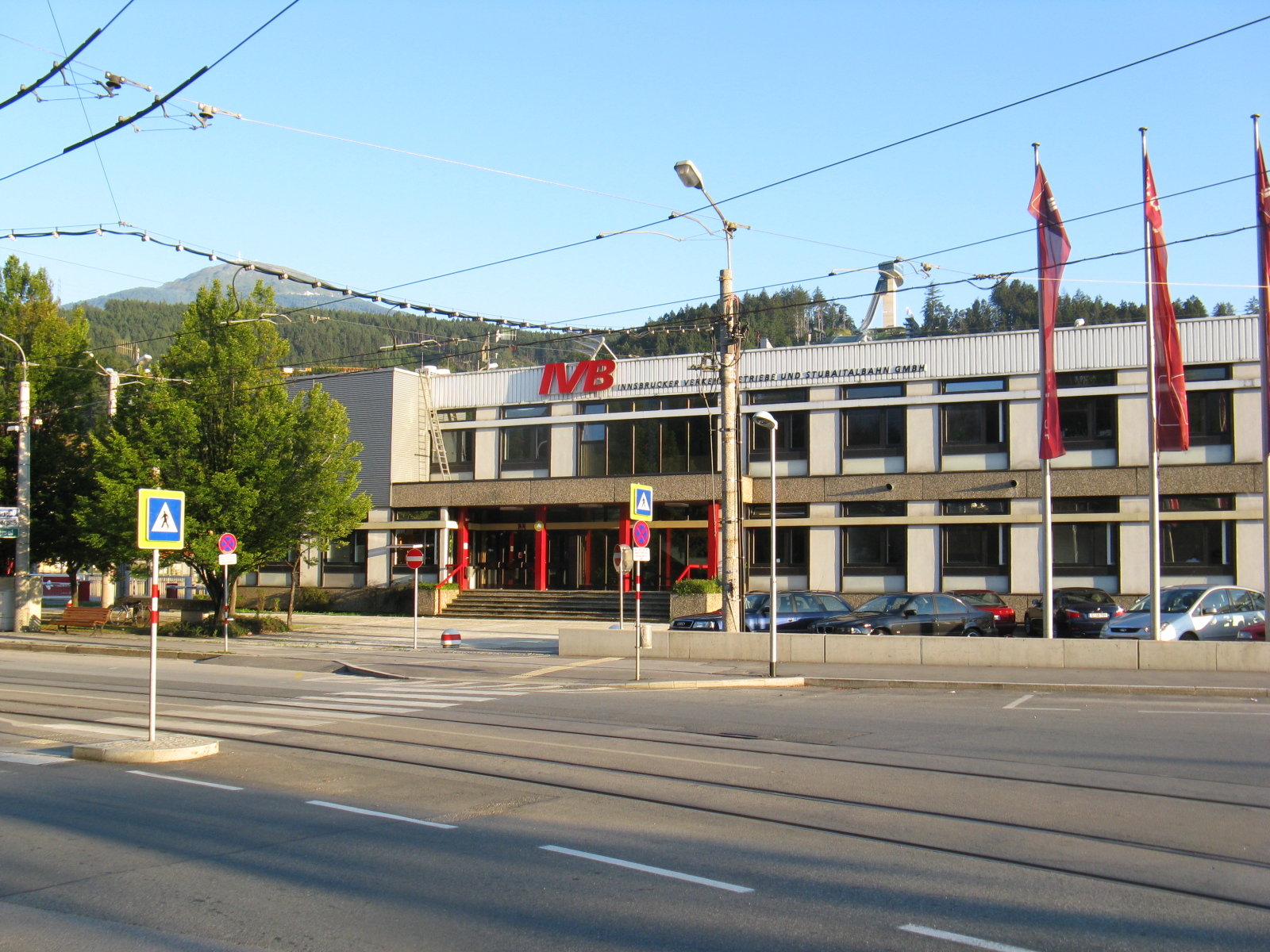
Ehemaliges Verwaltungsgebäude in der Pastorstraße

### Die Lokalbahnen
Bereits im Jahr 1836 gab es einen Plan für eine Lokalbahn von Innsbruck in die Nachbarstadt Hall in Tirol. 1888 beantragten Louis Hirsch, August Riedinger, H. Ritter von Schwind und Anton Prantl eine Konzession für eine Lokalbahn von Innsbruck nach Hall. Diese wurde dann unter leicht geänderten Auflagen 1889 erteilt, und die gleichnamige Gesellschaft der Localbahn Innsbruck–Hall i. Tirol (L.B.I.H.i.T.) wurde gegründet. Dies war der Anfang der Innsbrucker Verkehrsbetriebe. 1891 wurde der Dampfbetrieb auf der Lokalbahn aufgenommen. Von Wilten aus, führte die Strecke durch Innsbruck über den Rennweg entlang der Hallerstraße durch Rum und Thaur nach Hall.
1900 wurde das Innsbrucker Mittelgebirge mittels einer Dampfbahn erschlossen. Von dem in Wilten gelegenen Bergisel Bahnhof der L.B.I.H.i.T. führte die Strecke der Innsbrucker Mittelgebirgsbahn (I.M.B.) in Serpentinen den Paschberg hinauf auf das Plateau nach Igls. Dabei berührt sie die Dörfer Aldrans und Lans. Die Gesellschaft gehörte zwar der Stadt, wurde aber von der LBIHiT betrieben.
1904 wurde schließlich die erste elektrische Lokalbahn um Innsbruck gebaut. Die Stubaitalbahn (A.G.St.B.) hatte ihren Bahnhof nahe dem Bergisel Bahnhof. Von dort führte sie dem Verlauf der Brennerstraße folgend auf das Plateau des Mittelgebirges. Weiter wand sich die Strecke durch die Dörfer Natters, Mutters, Kreith, Telfes bis hinein nach Fulpmes im Stubaital. Die Stubaitalbahn war eine eigenständige Aktiengesellschaft, die Betriebsführung oblag jedoch der L.B.I.H.i.T.

### Die Straßenbahnen
1905 wurde die erste elektrische Straßenbahn, die sogenannte Stadtbahn und spätere Saggenlinie, in Innsbruck gebaut. Vier Jahre später wurde dann auch die Lokalbahn nach Hall elektrifiziert. Aus dem Jahre 1911 stammt das noch heute gültige Nummernschema für die Bahnen. Die Saggenlinie wurde die Linie 1, die Linie nach Mühlau bekam die Bezeichnung Linie 2, die Localbahn wurde die Linie 4. Auch wurde eine neue Linie von der Fischerstraße entlang der Strecke der Localbahn bis in die Maria-Theresien-Straße und von dort weiter durch die Museumsstraße nach Pradl bis zum Lindenhof eröffnet, welche die Linie 3 wurde.
Mitte der 1920er wurde kurzfristig die Innenstadtringlinie 0 (Null) eröffnet aber bald darauf wieder geschlossen. Die Linie 5 sollte mit einer besseren Streckenführung als die Linie 0 mehr Fahrgäste anziehen, aber auch sie war insgesamt gesehen nur wenige Monate in Betrieb.
1927 verkaufte die Stadt aufgrund des gesunkenen Gewinns die IMB ganz an die LBIHiT, neun Jahre später wurde die IMB elektrifiziert und als Linie 6 in das Nummernschema eingefügt.

### Innsbrucker Verkehrsbetriebe

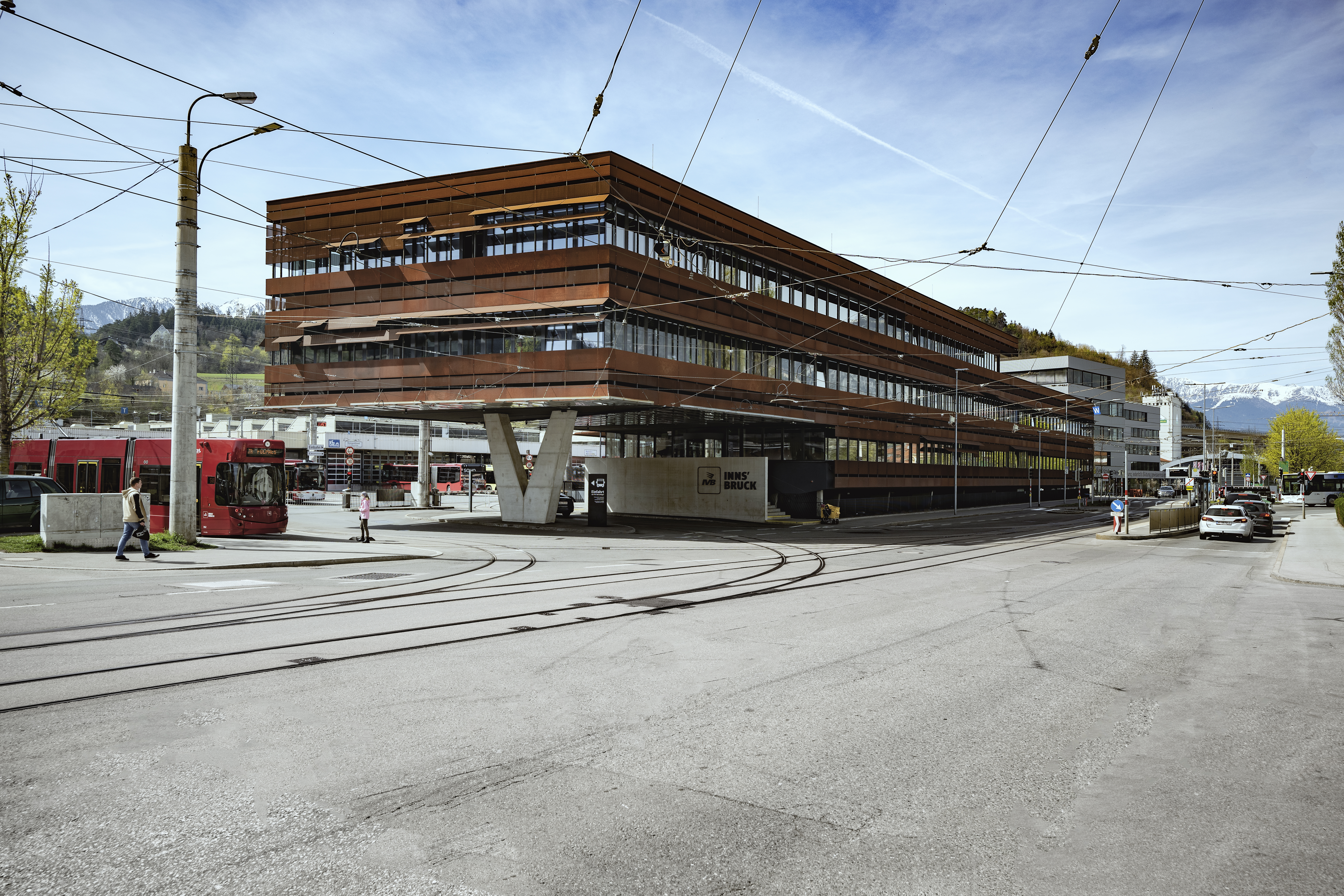
Neues Verwaltungsgebäude in der Pastorstraße

1941 wurde die LBIHiT in Innsbrucker Verkehrsbetriebe (I.V.B.) umbenannt und mit einigen privaten Buslinienbetreibern zusammengelegt. Unter dem Dach der IVB eröffnete dann ab 1944 der erste O-Bus-Betrieb.
1974 wurde die Linie 4 als Straßenbahn / Localbahn aufgegeben und durch eine Buslinie ersetzt. Zwei Jahre später wurde der erste O-Bus-Betrieb eingestellt und der alte Bergisel-Bahnhof aufgegeben. Das neue Fahrzeugdepot wurde nun gleich neben dem Stubaitalbahnhof eingerichtet. 1983 wurde die Stubaitalbahn auf Gleichstrom umgestellt und die Strecke nach 79 Jahren in die Stadt verlängert. Der Stubaitalbahnhof wurde aufgegeben und den Tiroler MuseumsBahnen für die Errichtung eines Localbahnmuseums zur Verfügung gestellt.
Ab 1988 wurde dann zum zweiten Mal ein O-Busbetrieb eröffnet, der bis 2007 in Betrieb bleiben sollte. 1997 wurden die Innsbrucker Verkehrsbetriebe und die Stubaitalbahn A. G. zusammengelegt. Das neu entstandene Unternehmen führte fortan den Namen Innsbrucker Verkehrsbetriebe und Stubaitalbahn GmbH (IVB).
Mit dem neuen Regionalbahnkonzept, das im Jahre 2004 beschlossen wurde, wurde gleichzeitig ein komplett neuer Fuhrpark für die Innsbrucker Straßenbahn bestellt, 2007 wurde dann der zweite O-Busbetrieb eingestellt.
| 1939 | 1940                   | 1948               | 1960                    | 1965                     |
| Stand=1939 | Stand=1940             | Stand=1948         | Stand=1960              | Stand=1965               |
| 1975 | 1976                   | 1983               | 1988                    | 1992                     |
| Stand=1975 | Stand 14. Oktober 1976 | Stand 2. Juli 1983 | Stand 18. Dezember 1988 | Stand 30. November 1992  |
| 1993 | 1995                   | 2003               | 2004                    | 2005                     |
| Stand 22. August 1993 | Stand 1. Dezember 1995 | Stand Oktober 2003 | Stand 4. Oktober 2004   | Stand 12. September 2005 |
| Die wechselvolle Geschichte der Verkehrsbetriebe zeigt sich auch in den häufigen Umbauten des Straßenbahn- (schwarz) und Oberleitungsbusnetzes (rot) in der Innenstadt. |                        |                    |                         |                          |

### Die Oberleitungsbusse
1944 bis 1976 und 1988 bis 2007 wurden in Innsbruck O-Bus-Netze betrieben.

### Regionalbusse (Innbus)
1999 wurde das 100-%-Tochterunternehmen Innbus GmbH gegründet. Sie betreiben die Regionalbuslinien mit Omnibussen für die IVB und den Verkehrsverbund Tirol (VVT). Das Wagenmaterial und die Fahrer werden von IVB, Postbus und Ledermair zur Verfügung gestellt.
Zu den Regionalbuslinien im Linienplan der IVB gehören die Buslinien:
| Linie | Verlauf                                                                   | Takt an Werktagen untertags                                                                        |
| ----- | ------------------------------------------------------------------------- | -------------------------------------------------------------------------------------------------- |
| 501   | Innsbruck – Rum – Thaur – Absam – Hall                                    | 30 min                                                                                             |
| 502   | Innsbruck – Rum – Thaur – Absam – Eichat                                  | 30 min                                                                                             |
| 502N  | Innsbruck – Rum – Thaur – Absam – Eichat                                  | eine Fahrt täglich, weitere Fahrten nur in Nächten von Freitag auf Samstag und Samstag auf Sonntag |
| 503   | Innsbruck – Rum – Thaur – Absam – Eichat – Hall                           | nur Frühverkehr, ab 20:00 und am Wochenende                                                        |
| 504   | Innsbruck – Rum – Hall                                                    | 15 min                                                                                             |
| 505   | Innsbruck – DEZ – Hall                                                    | 60 min                                                                                             |
| 590   | Innsbruck – Schönberg – Mieders – Fulpmes – Neustift – Stubaier Gletscher | 30 min mit Verstärker im Tal                                                                       |
| 590N  | Innsbruck – Schönberg – Mieders – Telfes – Fulpmes – Neustift – Volderau  | Nur in Nächten von Freitag auf Samstag und Samstag auf Sonntag                                     |

#### Stadtrad Innsbruck

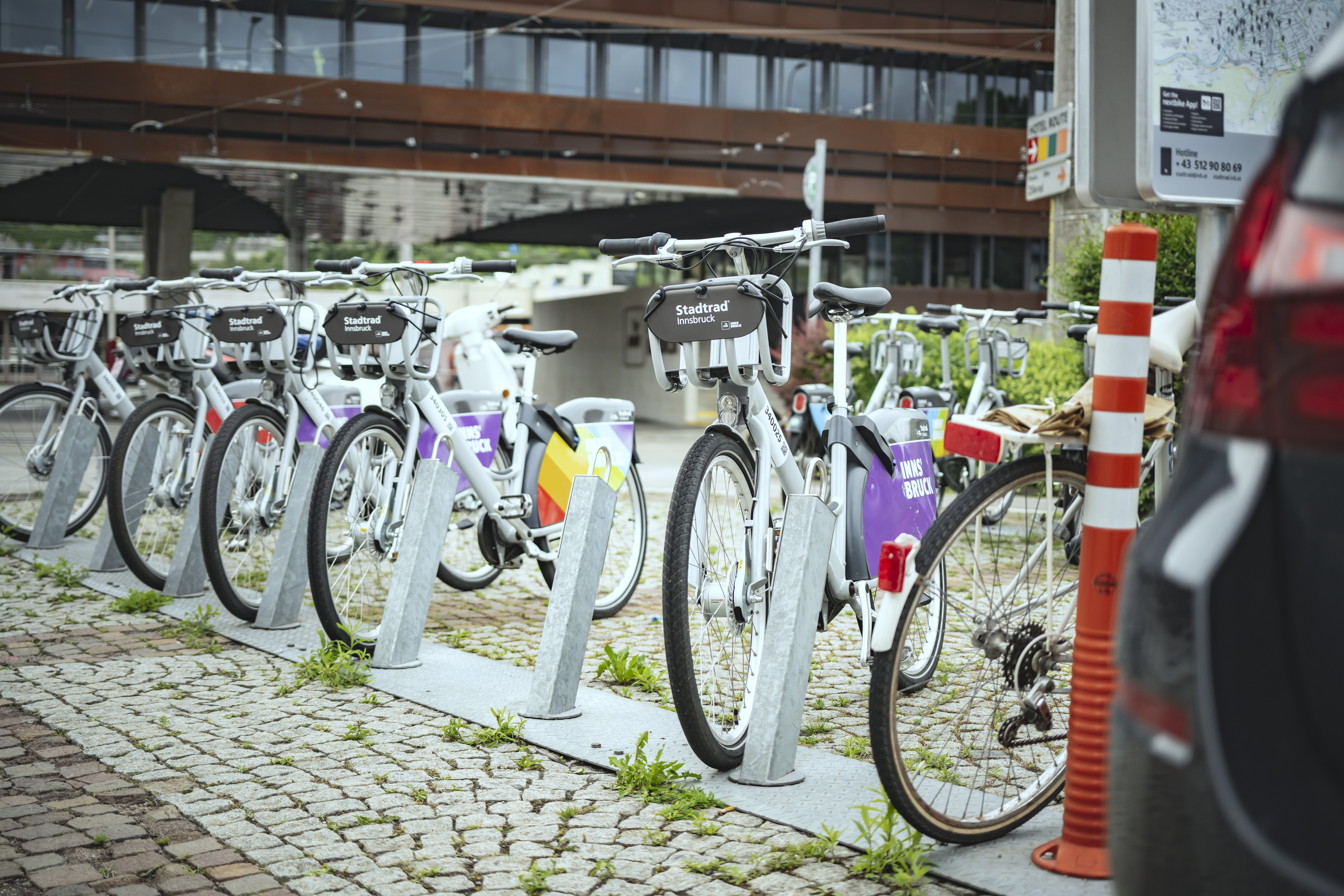
Stadtrad Innsbruck (Pastorstraße)

Seit 2014 betreiben die Innsbrucker Verkehrsbetriebe das Fahrradverleihsystem Nextbikeunter dem Namen Stadtrad Innsbruck mit etwa 50 Verleihstationen. Der Verleih erfolgt über eine Mobile App oder via Telefon. Die Anzahl der Entlehnungen stieg von 9.500 (Jahr 2014), 80.656 (Jahr 2018) auf 116.857 (Jahr 2019).

## Das Regionalbahnkonzept

### Vorgeschichte
Das gegenwärtige Regionalbahnkonzept geht auf eine Serie von Vorstudien zurück, die beginnend in den Achtzigerjahren in der Verkehrsplanungsabteilung des Landes Tirol von Hofrat Diethelm Judmaier initiiert und von Tiroler Ziviltechnikern sowie dem Institut für Eisenbahnwesen an der Universität Innsbruck verfasst wurden. Die politische Stimmung für die Umsetzung dieses Konzepts, das in seinen Endausbau aus einer etwa 70 km langen Taltrasse von Telfs bis Jenbach neben Erweiterungen von Stubaitalbahn und Igler bestehen sollte, war jedoch damals nicht förderlich. Erst der damalige Landeshauptmann Wendelin Weingartner leitete als eine seiner letzten Amtshandlungen Arbeiten zur Konkretisierung des Projekts in die Wege.
Die Bezeichnung Regionalbahn ist irreführend, da es in Innsbruck um eine Verlängerung der meterspurigen städtischen Straßenbahn ins Umland geht. Daher kommt es in der öffentlichen Diskussion auch ständig zu Verwechslungen zwischen Straßenbahn (Regionalbahn) und S-Bahn auf ÖBB-Gleisen. Im Gegensatz dazu ist das Vorhaben als moderne Ausführung einer Überlandstraßenbahn mit Nebenbahn-Charakter zu verstehen. Von diesen gibt es bereits zwei in Form von Stubaitalbahn und Iglerbahn in Innsbruck.

### Jüngste Geschichte
Diese Weichenstellung fiel zeitlich mit der Entscheidung der Stadt Innsbruck zusammen, die Tram auszubauen und den O-Busbetrieb auslaufen zu lassen. Seit 2005/06 werden nun in einer losen Kollaboration der Stadt Innsbruck, des Landes Tirol, der Innsbrucker Verkehrsbetriebe und des Tiroler Verkehrsverbunds unter der Federführung der Abteilung Verkehrsplanung detaillierte Trassenstudien erstellt, um den Verlauf der Bahnstrecke und die Anordnung der Haltestellen zu optimieren. Das Ergebnis dieser Zusammenarbeit wurde mit einem Landtagsbeschluss bestätigt.
Das Projekt, das zur Ausführung ansteht, beinhaltet allerdings vorerst lediglich einen Torso der ursprünglichen Absichten. Es soll eine Hauptachse aufgebaut werden, die von Völs bis Hall reicht; planerisch hält man sich natürlich die Option für den Weiterbau nach Westen und Osten offen.

### Begründung des Projekts
Da entlang des Inntals zwischen Telfs und Wattens beinahe 300.000 Einwohner wohnen und deren Verkehrsbedürfnisse mit der bestehenden ÖBB-Strecke allein nicht befriedigt werden können, soll mit einer zweiten Schienenachse mit flexibleren Trassenparametern eine bessere Feinverteilung im Ballungsraum erreicht werden.
Die Verkehrswirksamkeit des neuen Verkehrsmittels wird vor allem im Mittelstreckenverkehr zum Tragen kommen. Das heißt, dass es nicht Ziel ist, neue Fahrgäste z. B. von Völs nach Hall zu gewinnen, sondern Fahrgäste, die von Hatting (weiteres Umland von Innsbruck) in die Höttinger Au (Randbezirk von Innsbruck) kommen wollen. Solche Fahrgäste müssen bis jetzt in die Stadt hinein und anschließend wieder heraus. Sie nehmen daher bis jetzt in der Regel das Auto und kein öffentliches Verkehrsmittel, da die Verbindung bis jetzt zeitaufwändig ist und nicht direkt verläuft. Man erwartet daher eine durchschnittliche Fahrdistanz von ca. 4 km auf der Regionalbahn, meist als Teil einer längeren Wegekette aus ÖBB und Regionalbahn. Die Reisezeitersparnis für den durchschnittlichen Pendler im Großraum Telfs bis Jenbach zu Zielen in den Innsbrucker Außenbezirken sollte daher 10 bis 20 Minuten betragen.
Der Talkessel ist berüchtigt für seine Inversionswetterlagen, die hohe Feinstaub und Stickoxidbelastungen zur Folge haben. Aus diesem Grunde will die IVB ein umweltfreundliches und vor allem großteils von der Straße unabhängiges Verkehrsmittel schaffen, das nicht bei den Stadtgrenzen aufhört, sondern den öffentlichen Verkehr zu den Einwohnern bringt. Nur so kann gewährleistet werden, dass bei der Wegekette von Anfang an kein eigenes Auto notwendig ist.

### Alternativen zum Projekt
Die Möglichkeit, mit Bussen ein vergleichbares System aufzubauen ist zwar kurzfristig gegeben. Im Stadtgebiet selbst ist jedoch sogar der leistungsfähige O-Bus bereits an seine Grenzen gestoßen. Außerdem hätte ein Bussystem die Folge, dass die Betriebskosten langfristig explodieren (Personal- und Energiekosten). Man geht auch davon aus, dass in den Folgejahren das gegenwärtige sehr gute und fein verästelte Busnetz im Großraum nur durch großräumige Kooperationen zu erhalten ist. Dabei ist das Brechen von Regionalbuslinien in den Außenbezirken nur möglich, wenn dort attraktive Umsteigeterminals in ein höherwertiges und verlässliches Transportmittel vorhanden sind (gegenwärtig braucht zum Beispiel ein Bus für die 2 km vom Stadtzentrum zum Stadtrand gleich lange, wie für die folgenden 10–15 km ins Umland). Die Attraktivität dieses Systems sinkt also, solange kein leistungsfähiges Rückgrat vorhanden ist. Auch sind die Durchmesserlinien die der Verkehrsverbund plant, noch fragwürdig, da für einen verzögerungsfreien Busverkehr mehr Platz (pro beförderter Person) benötigt wird, als für eine Bahnstrecke.
Auch ein Seilbahnsystem (People Mover) wurde bereits diskutiert. Für deren Montage über dem Straßenraum sind aber die meisten Straßen in Innsbruck zu schmal. Außerdem wird dabei oft der Platzbedarf für Stationen vergessen (Treppen, Lifte, Aufstellflächen).
Die in Innsbruck häufig beschworene U-Bahn dürfte erst finanzierbar sein, wenn der Zentralraum zwischen Wattens und Zirl etwa 800.000 Einwohner hat. Selbst dann wäre es aber nur möglich, kleine Streckenteile im Stadtzentrum unterirdisch zu führen. Daher dürfte eine Regional- bzw. Stadtbahn das zukunftssicherste Projekt sein.

### Projektumsetzung
Bis 2008 war eine Projektsteuerungsgruppe, zusammengesetzt aus der Stadt Innsbruck und dem Land Tirol, zur Erstellung einer Machbarkeitsstudie eingesetzt. Das Ergebnis dieser Studie ist positiv, wobei frühere Kostenschätzungen angepasst werden mussten und mittlerweile auch eine umfangreiche Berücksichtigung möglicher kostentreibender Risiken erfolgte (dies ist bei einem derartigen Großprojekt in Tirol eine Premiere).
Im Februar 2009 wurde eine politische Steuerungsgruppe für den Regionalbahnbau eingesetzt. Ihre Aufgabe ist es, die Tätigkeit der Arbeitsgruppe für die technischen Detailplanungen zu lenken, die in den folgenden Wochen beginnen.
Als ersten Schritt des Projekts, der Verlängerung der Straßenbahnlinie 3 nach Westen, wurde im Sommer 2009 ein Konzessionsansuchen auf Zusammenführung aller drei Straßenbahnlinien der IVB in eine Netzkonzession sowie Mitbenützung des Netzes durch die bestehende Regionalbahn ins Stubaital gestellt. Der Stadtsenat fällte dazu am 8. Juli 2009 einen entsprechenden Grundsatzbeschluss.  Parallel dazu wurden die Detailplanungsarbeiten fortgesetzt. Durch die Naturschutzbehörde wurde festgestellt, dass für den ersten Bauabschnitt der Regionalbahn vom Stadtzentrum bis zum Campus Technik der Universität Innsbruck keine Umweltverträglichkeitsprüfung notwendig ist.
In weiteren vier Ausbauschritten wird in den folgenden Jahren ausgehend von dieser ersten Bauphase eine neue Schienenverbindung von Völs nach Rum und Hall geschaffen.
Im Februar 2010 wurde die Konzession zur Verlängerung der Straßenbahn nach Westen in die Höttinger Au nach vorherigem Abschluss des Feststellungsverfahrens zur Umweltverträglichkeitsprüfung an die IVB verliehen. Im Sommer 2010 wurde zudem die Konzessionsverlängerung bis zum Stadtteil Allerheiligen verliehen. Die Projektfertigstellung hat bis Dezember 2015 zu erfolgen.
Die Beschlusslage seitens Stadt Innsbruck und Land Tirol sieht den Ausbau Völs (ÖBB-Bahnhof) – Rum (Neu-Rum) vor. Der Syndikatsvertrag zwischen Stadt und Land, der Kostenaufteilungen und Zuständigkeiten regelt, wurde von der Stadt Innsbruck unterzeichnet.